# Liste de jeux vidéo Doctor Who
 (août 2024).
La mise en forme du texte ne suit pas les recommandations de Wikipédia : il faut le « wikifier ».
Les points d'amélioration suivants sont les cas les plus fréquents. Le détail des points à revoir est peut-être précisé sur la page de discussion.
- Les titres sont pré-formatés par le logiciel. Ils ne sont ni en capitales, ni en gras.
- Le texte ne doit pas être écrit en capitales (les noms de famille non plus), ni en gras, ni en italique, ni en « petit »…
- Le gras n'est utilisé que pour surligner le titre de l'article dans l'introduction, une seule fois.
- L'italique est rarement utilisé : mots en langue étrangère, titres d'œuvres, noms de bateaux, etc.
- Les citations ne sont pas en italique mais en corps de texte normal. Elles sont entourées par des guillemets français : « et ».
- Les listes à puces sont à éviter, des paragraphes rédigés étant largement préférés. Les tableaux sont à réserver à la présentation de données structurées (résultats, etc.).
- Les appels de note de bas de page (petits chiffres en exposant, introduits par l'outil «  Source ») sont à placer entre la fin de phrase et le point final[comme ça].
- Les liens internes (vers d'autres articles de Wikipédia) sont à choisir avec parcimonie. Créez des liens vers des articles approfondissant le sujet. Les termes génériques sans rapport avec le sujet sont à éviter, ainsi que les répétitions de liens vers un même terme.
- Les liens externes sont à placer uniquement dans une section « Liens externes », à la fin de l'article. Ces liens sont à choisir avec parcimonie suivant les règles définies. Si un lien sert de source à l'article, son insertion dans le texte est à faire par les notes de bas de page.
- La présentation des références doit suivre les conventions bibliographiques. Il est recommandé d'utiliser les modèles {{Ouvrage}}, {{Chapitre}}, {{Article}}, {{Lien web}} et/ou {{Bibliographie}}. Le mode d'édition visuel peut mettre en forme automatiquement les références.
- Insérer une infobox (cadre d'informations à droite) n'est pas obligatoire pour parachever la mise en page.

Pour une aide détaillée, merci de consulter Aide:Wikification.
Si vous pensez que ces points ont été résolus, vous pouvez retirer ce bandeau et améliorer la mise en forme d'un autre article.

Au fur et a mesure des années, de nombreux jeux vidéo basés de la série de science-fiction Doctor Who furent officiellement disponible pour le grand public. À ce jour, il existe prêt de 23 jeux vidéos sur l'univers de Doctor Who sur différentes plateformes, y compris des jeux mobiles.

## Jeux publiés
| Année       | Titre                              | Plateforme(s)                                                                                             | Notes |
| ----------- | ---------------------------------- | --- | --- |
| 1983        | Doctor Who: The First Adventure    | BBC Micro                                                                                                 | X |
| 1985        | Doctor Who and the Warlord         | BBC Micro                                                                                                 | Une version ZX Spectrum a été prévue mais fut annulée.                                                                              |
| 1985        | Doctor Who and the Mines of Terror | Amstrad CPC, BBC Micro, Commodore 64                                                                      | X |
| 1992        | Dalek Attack                       | Commodore 64, Amiga, Atari ST, MS-DOS, ZX Spectrum                                                        | X |
| 1997        | Doctor Who: Destiny of the Doctors | Microsoft Windows                                                                                         | X |
| 2008        | Top Trumps: Doctor Who             | Java ME, Microsoft Windows, Nintendo DS, PlayStation 2, Wii                                               | X |
| 2010        | Doctor Who: Evacuation Earth       | Nintendo DS                                                                                               | X |
| 2010        | Doctor Who: Return to Earth        | Wii | X |
| 2010 - 2011 | Doctor Who: The Adventure Games    | Microsoft Windows, Mac OS                                                                                 | Publication épisodiques avec épisodes de 2010 à 2011.                                                                               |
| 2010 - 2011 | Doctor Who: The Mazes of Time      | Android, iOS                                                                                              | X |
| 2012        | Doctor Who: Worlds in Time         | Adobe Flash                                                                                               | Fermeture le 3 mars 2014. |
| 2012        | Doctor Who: The Eternity Clock     | Microsoft Windows, PlayStation 3, PlayStation Vita                                                        | X |
| 2013        | Doctor Who: Legacy                 | Android, iOS                                                                                              | X |
| 2014        | The Doctor and the Dalek           | Navigateur Internet                                                                                       | Publié sur le site de la BBC,. |
| 2015        | Doctor Who Game Maker              | Navigateur Internet                                                                                       | Publié sur le site de la BBC,. |
| 2015        | Lego Dimensions                    | PlayStation 3, PlayStation 4, Xbox 360, Xbox One, Wii U                                                   | Contenant le Douzième Docteur, Clara Oswald et Missy.                                                                               |
| 2018        | Doctor Who: Battle of Time         | Android, iOS                                                                                              | Soft launch le 30 mai 2018 en Australie, Canada, Nouvelle-Zélande et Thaïlande avant d'être stoppé le 26 novembre de la même année. |
| 2019 - 2020 | Doctor Who: The Runaway            | Microsoft Windows                                                                                         | Jeu VR publié pour l'Oculus Rift et le HTC Vive en 2019 et sur Steam en 2020.                                                       |
| 2019 - 2020 | Doctor Who: The Edge of Time       | Microsoft Windows, Oculus Quest 2, PlayStation 4, PlayStation 5                                           | Disponible sur la PlayStation 5 le 23 avril 2024.                                                                                   |
| 2021        | Doctor Who: The Edge of Reality    | Microsoft Windows, Nintendo Switch, PlayStation 4, Xbox One                                               | X |
| 2021        | Doctor Who: The Lonely Assassins   | Android, iOS, Microsoft Windows, Nintendo Switch, PlayStation 4, PlayStation 5, Xbox One, Xbox Series X/S | X |
| 2022        | Doctor Who: Lost in Time           | Android, iOS                                                                                              | X |
| À venir     | Doctor Who: Worlds Apart           | Android, iOS, macOS, Microsoft Windows                                                                    | X |

## Jeux annulés
- Selon certaines informations, un jeu pour la console Sega Mega Drive était en cours de développement par Sega à l'époque du film Le Seigneur du Temps (1996), mais n'a jamais été publié[14].
- Selon certaines informations, IR Gurus, une compagnie de développement de jeux vidéos australienne, travaillaient sur un jeu coïncidant avec la diffusion de la Saison 1 de 2005 de la série mettait en vedette le Neuvième Docteur et Rose. Le projet a été en développement pendant six mois, mais a été annulé sous prétexte que « c'est compliqué »[15].

## Jeux avec un lien versDoctor Who
| Année | Titre               | Plateforme(s) | Notes |
| ----- | ------------------- | --- | --- |
| 2008  | PlayStation Home    | PlayStation 3 | Un monde Doctor Who avec un environnement et des options customisables ont été ajoutés dans une première vague le 27 mars 2013, puis lors d'une deuxième en août 2013. |
| 2012  | The Pinball Arcade  | Android, iOS, MacOS, PlayStation 3, PlayStation Vita, Microsoft Windows, PlayStation 4, Xbox One, Nintendo Switch | Le flipper Doctor Who de Bally de 1992 est sorti sur le jeu le 1er octobre 2016, avec une scène originale appelée Master of Time publié su Steam et iOS le 24 décembre 2016. Le 30 juin 2018 toutes les scènes de flipper Bally ont été retirés du jeu à cause du titulaire de la licence Williams/Bally qui ne voulait pas renouvelé la licence avec FarSight Studios. |
| 2014  | Little Big Planet 3 | PlayStation 3, PlayStation 4                                                                                      | Un pack de quatre tenues autour de Doctor Who ont été publiés durant décembre 2015. - Pack costume du Douzième Docteur - 1er décembre 2015 - Pack costume du Onzième Docteur - 8 décembre 2015 - Pack costume du Dixième Docteur - 15 décembre 2015 - Pack costume du Quatrième Docteur - 22 décembre 2015                                                              |
| 2015  | Lego Dimensions     | PlayStation 3, PlayStation 4, Wii U, Xbox 360, Xbox One                                                           | Doctor Who apparaissant dans le cadre d'un niveau. |
| 2020  | Fall Guys           | Microsoft Windows, PlayStation 4, Nintendo Switch, PlayStation 5, Xbox One, Xbox Series X/S                       | Les costumes du Quatrième, Treizième et Quatorzième Docteur, ainsi qu'un Dalek disponibles du 1er novembre 2022 au 6 novembre 2022, mais aussi les costumes du Dixième Docteur, d'un Cyberman et du TARDIS disponibles du 15 août 2023 au 20 août 2023. |